# Primul Țarat Bulgar
Țaratul Bulgar (sau Imperiul Bulgar) (în limba bulgară modernă: Първo Българско царство, Părvo bălgarsko tsarstvo) a fost un stat medieval fondat de vechii bulgari în Balcanii de nord-est în jurul anului 681. La apogeul puterii sale se întindea până la Budapesta și Marea Neagră și de la Nipru (azi în Ucraina) până la Marea Adriatică. Pe măsură ce statul și-a întărit poziția în Balcani, a început o relație cu Imperiul Bizantin, uneori prietenoasă, uneori ostilă. În cele din urmă Bulgaria a devenit principalul rival al Bizanțului la nord, începând mai multe războaie. Cele două puteri au avut, însă, și perioade de pace și aliere, cel mai relevant în timpul Celui de-al Doilea Asediu Arab al Constantinopolului, când armata bulgară a jucat un rol esențial în oprierea asediului și prevenirea unei invazii arabe în Europa răsăriteană. Bizanțul a avut o influență culturală puternică asupra Bulgariei, așa încât în 864 statul a adoptat creștinismul ca religie de stat.
Împărțirea Hanatului Avar a permis Bulgariei să își extindă granițele către nord-vest până în Câmpia Panoniei (Ungaria de astăzi). Mai târziu, bulgarii s-au confruntat cu sosirea pecenegilor și a cumanilor și au oprit incursiunile maghiarilor în Europa, obligându-i să se așeze definitiv în Panonia.
La sfârșitul secolului al IX-lea și începutul secolului al X-lea, țarul Simeon I a obținut mai multe victorii asupra bizantinilor și a realizat maxima întindere teritorială a imperiului său. După distrugerea armatei bizantine în bătălia de la Achelous, în 917, bulgarii au asediat Constantinopolul în 923 și 924. După ce și-au refăcut forțele, în 1014, sub împăratul Vasile al II-lea, bizantinii au învins bulgarii printr-o lovitură zdrobitoare, Bătălia de la Kleidion. Până în 1018, toate fortărețele bulgare din Imperiul Bizantin se predaseră și în cele din urmă țaratul s-a destrămat. Lui i-a urmat Cel de-al Doilea Țarat Bulgar, în 1185.
După adoptarea creștinismului, în 864, Bulgaria a devenit centrul cultural al Europei slave. Această poziție fruntașă din punct de vedere cultural a fost întărită de crearea de către bizantini a alfabetelor grecești modificate alfabetelor glagolitic și chirilic, urmată de răspândirea scrierii în limba bulgară veche către nord. Slavona (sau bulgara veche) a devenit limba cancelariilor unei părți însemnate din Europa de est. În 927 a fost recunoscută independența Patriarhiei Bulgariei.
Între secolele al VII-lea și al X-lea, populația locală de protobulgari, de origine turcică, a fost treptat asimilată de restul populației, de origine slavă. Începând cu secolul al X-lea, s-a statornicit numele de bulgar pentru a denumi poporul nou-format, atât în vorbire cât și în scris. Răspândirea cunoașterii limbii slavone vechi a prevenit asimilarea slavilor sudici în țările vecine, susținând crearea unei identități bulgare.

## Numele
Țaratul sau regatul Bulgar a devenit cunoscut sub denumirea de Bulgaria de la recunoașterea de către Imperiul Bizantin în 681. Unii istorici folosesc, de asemenea denumirile Bulgaria Dunăreană sau Primul Stat Bulgar. Oficial nu exista decât un singur împărat în Europa iar denumirea de țarat sau regat vine de la Caesar, care în Imperiul Roman de Răsărit însemna adjunct sau al doilea după împărat. Între 681 și 864, Bulgaria a mai fost numită și Hanatul Bulgariei Dunărene, pentru a se distinge de Bulgaria de pe Volga, un alt stat care s-a format din poporul proto-bulgar care nu a migrat la sud de Dunăre în secolul al VII-lea. Între 864 și până în 917/927, statul a fost numit Principatul Bulgar.
Apărut inițial ca o uniune între proto-bulgari și slavi pentru protecția reciprocă de capriciile Imperiului Bizantin de la sud, dar și a avarilor de la nord-vest, care au fost o putere în Europa începând cu anul 550 și până la sfârșitul secolului al VIII-lea. Conform tradiției proto-bulgare, Primul Țarat a fost condus de un han. Slavii au păstrat o autonomie semnificativă, pentru ca, în cele din urmă, limba și tradițiile lor să devină dominante, Bulgaria devenit, astfel, o țară slavă.

## Context
În timpul Imperiului Roman târziu, zona geografică pe care se întinde Bulgaria de astăzi era împărțită în mai multe provincii, printre care Scitia Minor, Moesia Superior și Moesia Inferior, Tracia, Macedonia, Dacia (la nord de Dunăre) și Dardania. Populația acelei regiuni era compusă în principal din geți (daci) romanizați și traci elenizați. Între secolele al VI-lea și al VII-lea, ca parte din prima mare migrație a popoarelor indo-europene, mai multe valuri de slavi s-au așezat în această regiune, ducând la slavizarea aproape completă a populației de acolo.

### Protobulgarii
Protobulgarii, un popor turanic, care dețineau și elemente de origine scito-sarmată, au format Hanatul Turc Apusean. Între 630 și 635, hanul Kubrat a reușit să unească principalele triburi bulgare, creând o confederație puternică, denumită Bulgaria Mare, cunoscută și ca Vechea Bulgarie Mare sau Onoguria. Sub presiunea hazarilor, Vechea Bulgarie s-a împărțit în 668. Hanul Asparuh a plecat atunci pentru a găsi un loc sigur, împreună cu un număr de protobulgari cuprins între 30 000 și 50 000. În 680, în urma bătăliei de la Ongal, Asparuh a fondat Primul Imperiu Bulgar, la sud de Dunăre, pe pământ bizantin. Imperiul Bizantin a recunoscut statul bulgar în 681. Denumirea de țarat urma să fie statornicită mai târziu, când după creștinarea bulgarilor în 864, liderul Boris își va spune țar, cuvânt derivat de la latinescul caesar.

### Etnogeneza bulgară
Probabil că protobulgarii au fost în mare inferioritate numerică față de populația slavă în sânul căreia s-au așezat. Între secolele al VII-lea și al X-lea, protobulgarii au fost treptat absorbiți de către slavi, adoptând și ei o limbă slavă de sud și convertindu-se la creștinismul de rit bizantin, în timpul lui Boris I, în 864. Bulgarii de astăzi sunt considerați a fi urmași ai slavilor de sud. Totuși, slavii erau doar unul dintre popoarele care se aflau în aria ocupată de protobulgari, întrucât slavii înșiși erau un popor care abia ajunsese acolo, cu un secol înainte de sosirea protobulgarilor. Mai multe populații au fost până la urmă contopite, printre care se numără, traco-romani și traco-bizantini. Noul popor format s-a numit bulgar și a considerat Bulgaria drept statul său. Bulgarii de astăzi nu se dezic de vechiul stat dinaintea slavilor și nici de vechii locuitori, tracii, dar în același timp își asumă o identitate slavă. În general, oamenii de știință consideră că bulgarii actuali sunt rezultatul contopirii slavilor cu autohtonii traci, greci și cu coloniștii latini, protobulgarii  neavând un rol semnificativ în cadrul etnogenezei bulgarilor, datorită numărului lor foarte redus în comparație cu populațiile slavo-tracice, latine și grecești de pe teritoriul actual al Bulgariei, fapt demonstrat prin analizele genetice făcute la nivelul etnicilor bulgari, ceea ce a arătat slabe urme (aproape inexistente) lăsate de protobulgari în ADN-ul bulgarilor actuali.

## Istoria Țaratului

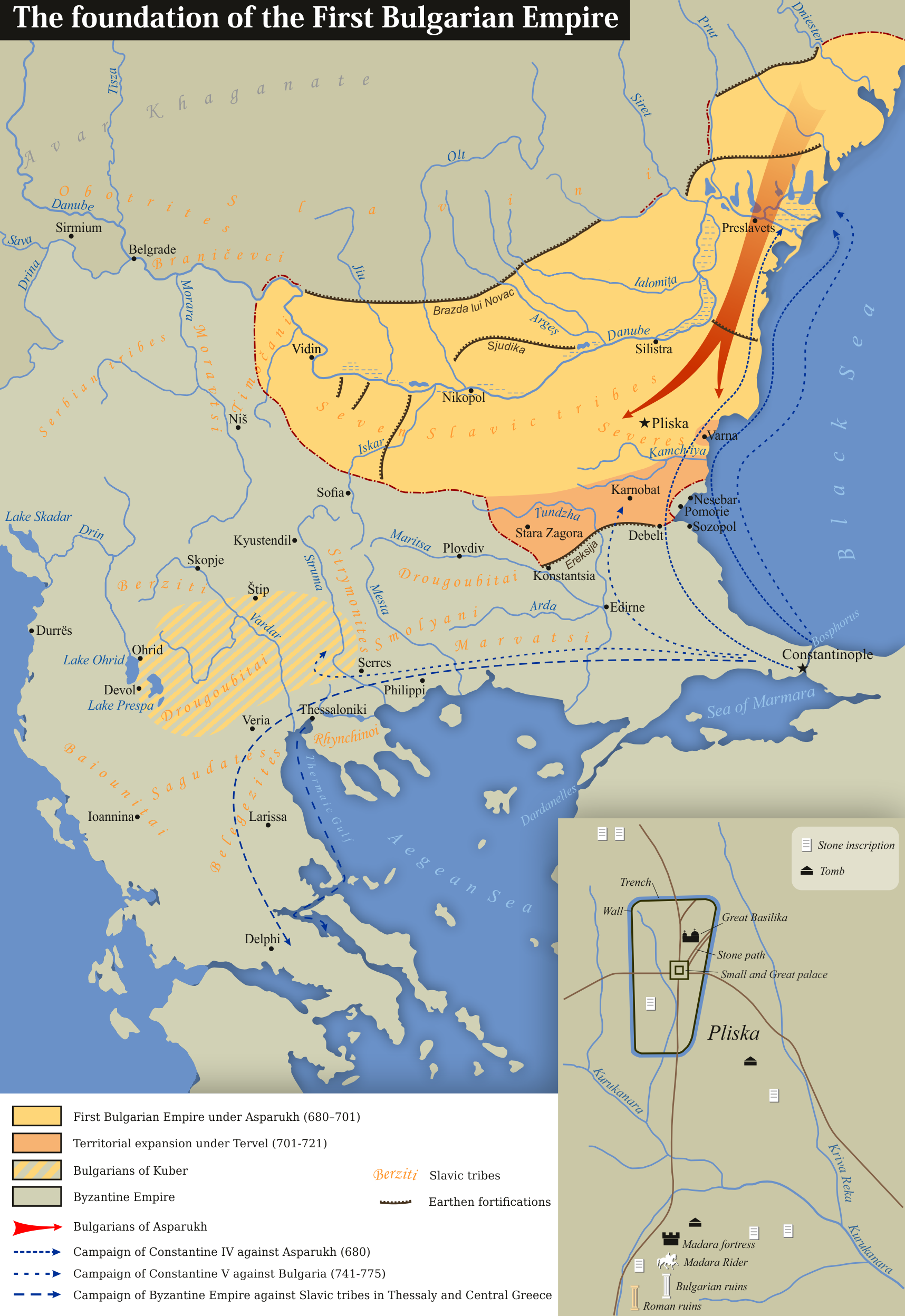
Întinderea primului stat al bulgarilor

### Așezarea în Balcani
După victoria decisivă de la Ongala, în 680, armatele de protobulgari și slavi s-au îndreptat spre sudul Munților Balcani, înfrângându-i din nou pe bizantini și forțându-i să accepte un tratat de pace umilitor care recunoștea înființarea noului stat în interiorul granițelor imperiului și instituia și plata unui tribut anual către acest stat. În același timp, războiul cu hazarii a continuat la est, hanul Asparuh pierind în luptă în anul 700. Protobulgarii au pierdut regiunile de la est de râul Nistru, dar au reușit să păstreze tărâmurile din vest. 
Succesorul lui Asparuh, hanul Tervel, l-a ajutat pe împăratul bizantin destituit Iustinian al II-lea să-și recapete tronul, în 705. În schimb, a primit regiunea Zagore din Tracia de Nord, aceasta fiind prima expansiune a țării la sud de Balcani. Când Iustinian a încercat să ia înapoi această regiune, trei ani mai târziu, armata lui a fost învinsă în bătălia de la Anchilaus. În 716, hanul Tervel a semnat un acord important cu Bizanțul, așa încât în timpul asediului Constantinopolului din 717-718, a trimis 50 000 de ostași pentru a-i ajuta pe bizantini, omorând în jur de 30 000 de arabi și fiind numit de contemporanii lui salvatorul Europei.

### Instabilitatea internă și zbaterea pentru supraviețuire
Hanul Sevar, ultimul membru al clanului Dulo, a murit în 753. Acest eveniment a aruncat hanatul într-o criză politică de durată, în timpul căreia tânăra țară a fost în pericol de a fi distrusă. În cincisprezece ani, toți cei șapte hani care au stăpânit au fost asasinați. Au existat două mari facțiuni: nobilii care doreau un război precaut împotriva Imperiului Bizantin, și cei care doreau încheierea pașnică a conflictului. Împăratul bizantin Constantin al V-lea (745-775) s-a folosit de acest conflict intern pentru a distruge Bulgaria, lansând nouă mari campanii militare în acest scop. În 763, l-a învins pe hanul bulgar Telets, la Anchilaus, însă nu a mai putut avansa spre nord. În 775, hanul Telerig l-a păcălit pe Constantin, făcându-l să dezvăluie cine erau spionii bizantini de la Curtea Bulgară, după care i-a executat pe aceștia în capitala Pliska. Sub succesorul lui, hanul Kardam, războiul a căpătat o turnură favorabilă odată cu victoria în bătălia de la Marcelae din 792. Bizantinii au suferit atunci o înfrângere năprasnică, fiind obligați să plătească tribut hanilor. În urma acestei victorii, criza a luat sfârșit, iar Bulgaria a pășit în următorul secol stabilă, mai puternică și întărită.

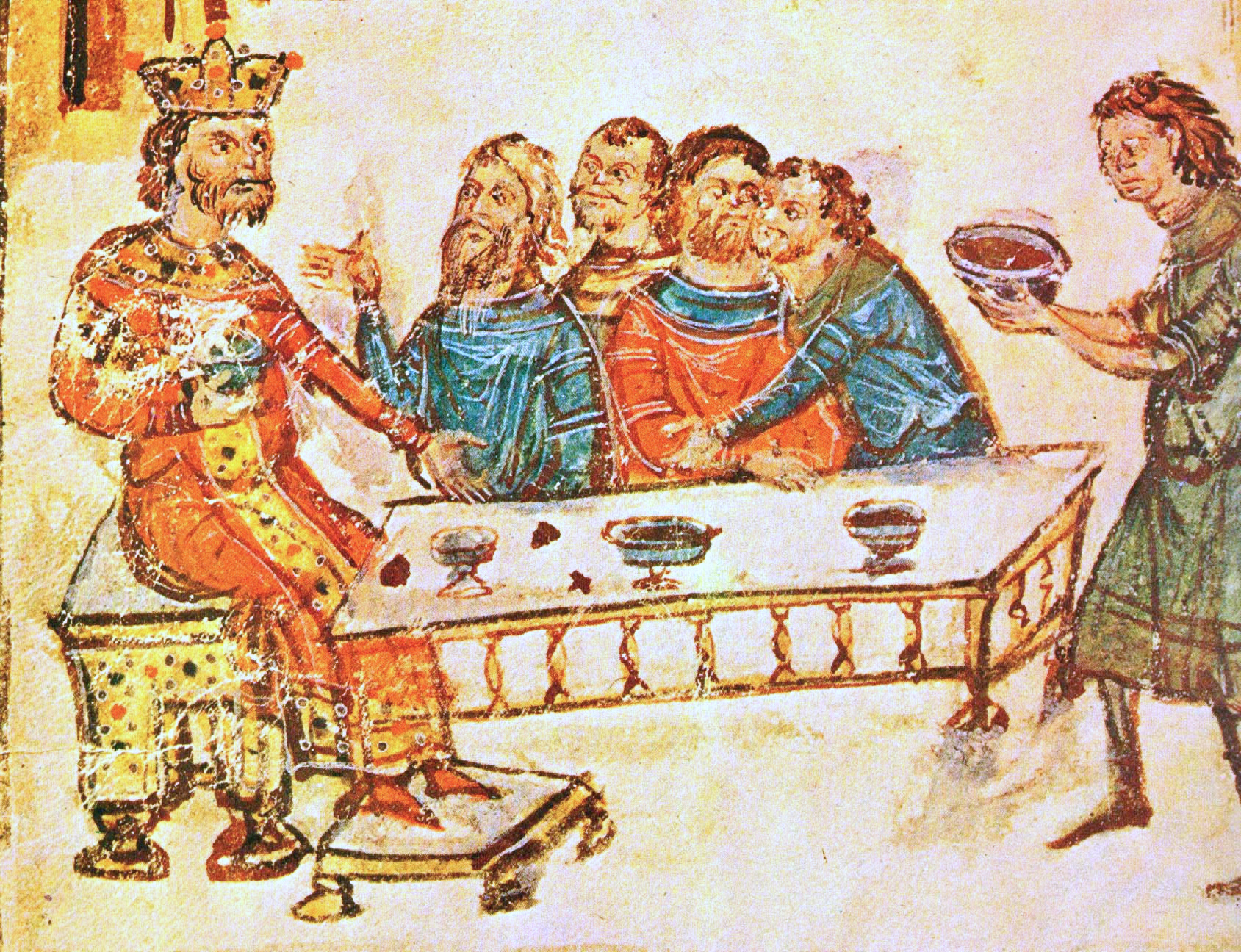
Hanul Krum sărbătorind victoria de la Pasul Vrabița

### Extinderea teritorială
Sub conducerea marelui han Krum (803-814), cunoscut și sub numele de Crummus, sau Keanus Magnus, Bulgaria s-a întins spre sud și spre nord-est, ocupând teritoriile Dunării mijlocii, Sofia în 809 și Adrianopol în 813, amenințând Constantinopolul. Între 804 și 806, armatele bulgare au dat o lovitură crâncenă Hanatului Avar, realizând pe Dunărea mijlocie o graniță cu Imperiul Franc. Dubla lovitură dată avarilor de hanul Krum și de armatele regelui francilor, Carol cel Mare, a dus la destrămarea definitivă a hanatului (care fusese timp de aproape două secole o putere în Europa), până în 815.
În 811 o mare armată bizantină a fost învinsă decisiv în Bătălia de la Pasul Vrabița. Împăratul bizantin Nechifor I a fost ucis alături de cea mai mare parte din trupele lui, craniul lui fiind folosit pe post de pahar pentru băutură. Krum a îndreptat trupele către Tracia, învingându-i pe bizantini din nou la Versinikia, în 813. După o încercare șireată de a-l ucide pe han în timpul negocierilor, Krum a jefuit întreaga Tracie, mutând cei 10 000 de locuitori ai săi în Bulgaria de pe Dunăre. A continuat cu zel pregătirile pentru capturarea Constantinopolului, construind 5000 de vehicole blindate cu fier pentru a transporta echipamentul militar. Aceste acțiuni i-au determinat pe bizantini să ceară ajutor de la împăratul franc Ludovic cel Pios. În urma morții subite a marelui han, această campanie nu a mai fost lansată.
Hanul Krum a implementat reforme legate, stabilind reguli și pedepse egale pentru toți locuitori țării, în încercarea de a reduce sărăcia și de a strânge legăturile dintre popoarele statului său mult lărgit.

Bulgari ucigând creștini. După Menologhionul împăratului Vasile al II-lea (976-1025).

Hanul Omurtag (814-831) a semnat un tratat de pace de 30 de ani cu Imperiul Bizantin, permițând ambelor țări să-și refacă economia după conflictele sângeroase în care fuseseră implicate în primul deceniu al secolului. Până în 827 granițele nord-vestice cu Imperiul Franc au fost stabilite clar în lungul Dunării mijlocii. Multe construcții au fost ridicate în capitala Pliska, printre care un palat măreț, temple, reședința, fortăreața, citatela și baia conducătorului, în principal din piatră și cărămidă.
În anul 814 hanul Omurtag a dezlănțuit persecutarea creștinilor din Balcani. Executarea creștinilor este descrisă în Menologul împăratului Vasile al II-lea.
În timpul scurtei conduceri a hanului Malamir (831-836), importantul oraș Plovdiv a fost alipit țării. Sub hanul Presian (836-852), bulgarii au ocupat cea mai mare parte din Macedonia, iar granițele țării ajungeau până la Mările Adriatică și Egee. Faptul că istoricii bizantini nu menționează nicio rezistență împotriva expansiunii bulgare în Macedonia duce la concluzia că această extindere a fost în mare parte pașnică. Între 839 și 842, bulgarii au început un război cu sârbii, care nu s-a bucurat de succes.

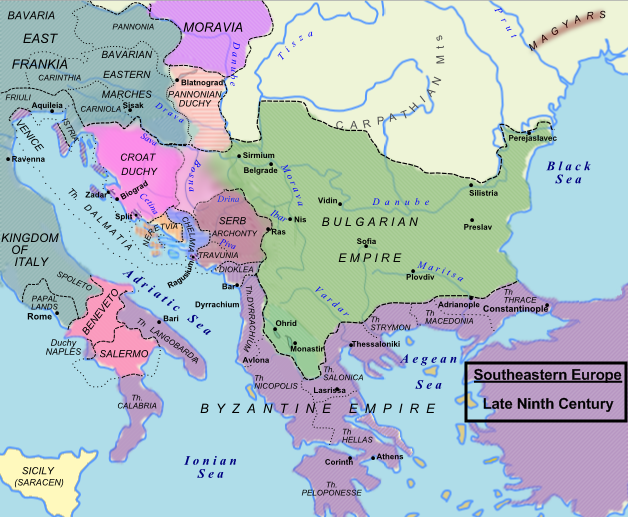
Slavii în timpul lui Boris I

### Bulgaria sub Boris I
Domnia lui Boris I (852-889) a început cu numeroase obstacole. Timp de zece ani, țara a luptat împotriva Imperiilor Bizantin și Est-Franc, Moraviei Mari, croaților și sârbilor, formând alianțe lipsite de succes și trecând dintr-o tabără în alta. Anul 863 a fost greu pentru populație, țara fiind afectată de un an slab din punct de vedere agricol, patruzeci de zile de cutremure în timpul verii și o invazie de lăcuste.

#### Creștinarea
În 864, bizantinii sub Mihail al III-lea au invadat Bulgaria, suspectând că hanul Boris I se pregătea să îmbrățișeze creștinismul de rit apusean. La venirea veștii invaziei, hanul a început negocierile de pace. Bizantinii au returnat anumite teritorii din Macedonia, singura lor cerere fiind aceea ca hanul să primească creștinismul dinspre Constantinopol, și nu dinspre Roma. Hanul Boris a acceptat și a fost botezat în septembrie 865, luând numele nașului său de botez, împăratul Mihail. Titlul păgân de „han” a fost abolit, în locul lui luându-și numele de „cneaz”.
Conform unor comentatori, convertirea la creștinism nu a fost cauzată de invazia bizantinilor. Conducătorul bulgar și-a dat seama că introducerea unei singure credințe va încheia consolidarea națiunii bulgare în curs de dezvoltare, care era încă împărțită pe baze religioase. De asemenea, știa că țara sa nu era bine privită de restul Europei creștine, iar tratatele ei ar fi putut fi trecute cu vederea de alți semnatari, pe motive religioase. Țelul bizantinilor era acela de a reuși prin pace ceea ce nu au reușit după aproape două secole de războaie: să alipească la Imperiu încetul cu încetul statul bulgar prin intermediul credinței comune și să îl transforme într-un stat satelit, întrucât, în mod normal, cele mai înalte locuri în ierarhia nou-fondatei Biserici Bulgare urmau să fie ocupate de preoți bizantini care predicau în limba greacă. Cneazul Boris I a cunoscut acestea și, după ce Constantinopolul a refuzat să acorde autonomie Bisericii Bulgare în 866, a trimis la Roma o delegație, transmițându-și dorința de a urma creștinismului în rit apusean, alături de 115 întrebări adresate Papei Nicolae I. Conducătorul bulgar a vrut să profite de rivalitatea dintre Biserica Romei și cea a Constantinopolului, scopul lui fiind acela de a obține o Biserică Bulgară independentă, prevenind astfel influențe atât din partea catolicilor, cât și a bizantinilor. Răspunsul detaliat al papei la întrebările lui Boris a fost adus de doi episcopi care conduceau o misiune al cărei scop era facilitatea convertirii poporului bulgar. Totuși, atât Nicolae I, cât și succesorul lui, Papa Adrian al II-lea, au refuzat să recunoască o Biserică Bulgară autonomă, ceea ce răcit relațiile bilaterale, însă i-a făcut pe bizantini mai concilianți. În 870, după cel de-al IV-lea sinod de la Constantinopol, Biserica Bulgară a fost recunoscută ca Biserică Ortodoxă Autonomă, sub conducerea supremă a patriarhului Constantinopolului. În 893, limba bulgară veche sau slavona a devenit a treia limbă oficială, recunoscută de biserici și utilizată pentru slujire dar și în literatura creștină.

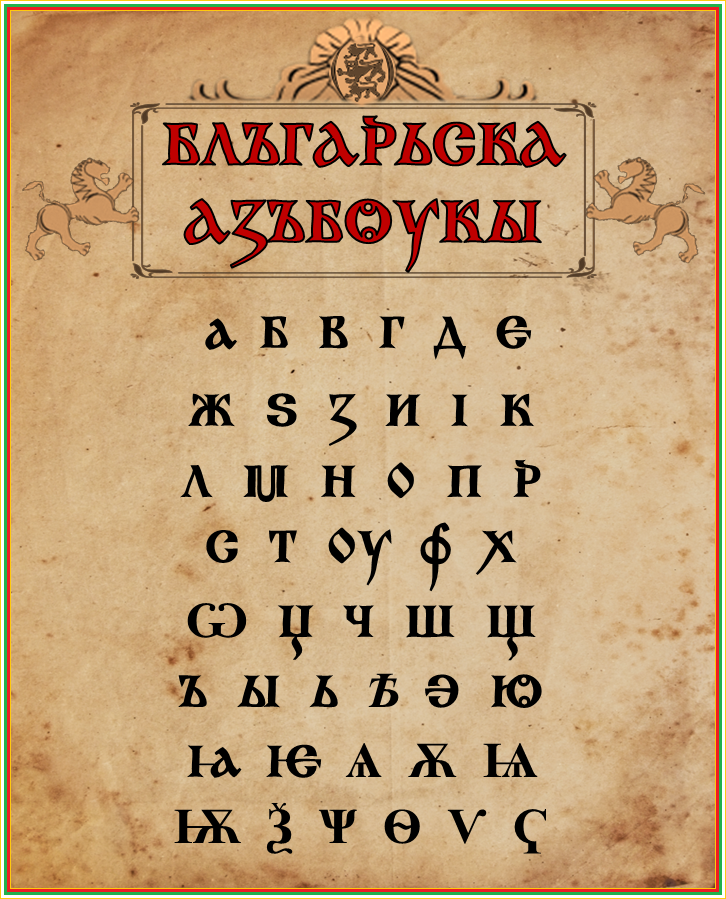
Alfabetul limbii bulgare vechi

### Crearea sistemului de scriere
Deși cneazul a reușit crearea unei Biserici autonome, înalții ei ierarhi erau greci, iar cărțile de cult erau și ele în limba greacă, ceea ce împiedica eforturile convertirii populației la noua credință. Între 860 și 863, călugării bizantini de origine greacă Chiril și Metodie au creat, la porunca împăratului bizantin, alfabetul glagolitic, urmărind să convertească Moravia Mare la ortodoxie. Aceste încercări au eșuat, iar ucenicii lor Clement al Ohridului, Naum al Preslavului și Anghelarie, care fuseseră izgoniți din Moravia Mare, au ajuns în Bulgaria și au fost primiți călduros de către Boris I. Cneazul bulgar a susținut crearea a două școli teologice conduse de acești ucenici, unde clerul bulgar urma să fie învățați în limba locală. Clement a fost trimis la Ohrid, în Bulgaria de sud-vest, unde a dăscălit 3500 de elevi între 886 și 893. Naum a clădit școala literară din capitala Pliska, mutată mai târziu în noua capitală Preslav. În timpul Sinodului de la Preslav din 893, Bulgaria a adoptat alfabetul glagolitic și limba slavonă veche (bulgară veche) ca limbă oficială a statului și Bisericii, înlocuind limba greacă și izgonind clerul bizantin. La începutul secolului al X-lea, scrierea chirilică a fost creată la Școala Literară din Preslav.

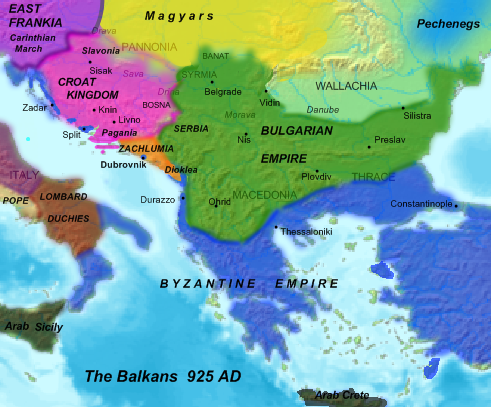
Structura Primului Țarat Bulgar între secolele al IX-lea și al X-lea

### Epoca de aur

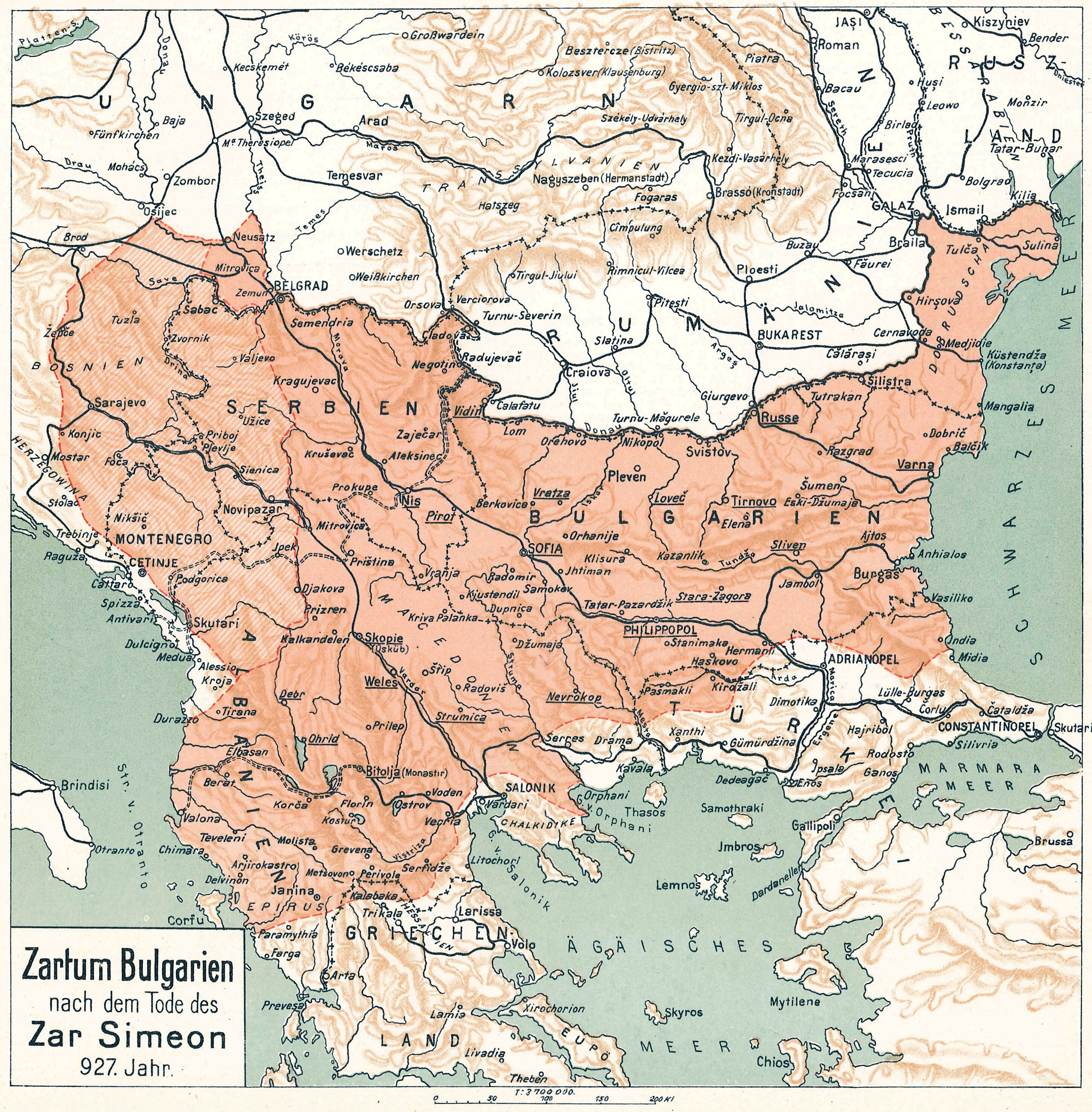
Bulgaria sub Simeon I

Pe la cumpăna dintre secolele al IX-lea și al X-lea, Bulgaria se extinsese până la Epir și Tesalia în sud, Bosnia la vest, și controla întregul teritoriu al României de astăzi și Ungariei de est, la nord. Statul sârbesc a apărut la mijlocul secolului al IX-lea, ca răspuns la expansiunea bulgară la vest de râul Morava. Schimbând taberele, fie de partea bizantinilor, fie de partea bulgarilor, sârbii au rezistat mai multor invazii bulgărești până în 924, când a fost supusă complet sub generalul Marmais.
Sub țarul Simeon I, numit și Simeon cel Mare, educat la Constantinopol, Bulgaria a devenit din nou o amenințare serioasă la adresa Imperiului Bizantin și a atins cea mai mare întindere teritorială. Simeon I și-a dorit să cucerească Constantinopolul și a luptat de mai multe ori cu bizantinii în timpul conducerii sale îndelungi (893-927). Cu puțin timp înainte de sfârșitul stăpânirii sale, granițele țării ajungeau la limitele nordice ale Atticei. Simeon I s-a numit pe sine „Împărat (țar) al bulgarilor și autocrat al grecilor”, un titlu recunoscut de papă, dar nerecunoscut de patriarhul ecumenic ortodox. A fost recunoscut ca „Împărat (țar) al bulgarilor” de către împăratul și patriarhul bizantin abia la sfârșitul domniei sale.
Între 894 și 896, i-a învins pe bizantini și aliații lor, maghiarii, în așa-numitul „Război comercial”, al cărui pretext a fost mutarea pieței bulgărești de la Constantinopol la Solun. După bătălia decisivă de la Bulgarofigon, a urmat un tratat de pace, încălcat adesea de Simeon I. În 904, a capturat Solun, care fusese deja jefuit de către arabi, și l-a dat înapoi bizantinilor numai în schimbul teritoriilor ocupate de slavi din Macedonia și a 20 de fortărețe din Albania, printre care importantul oraș Drah (Durrës).

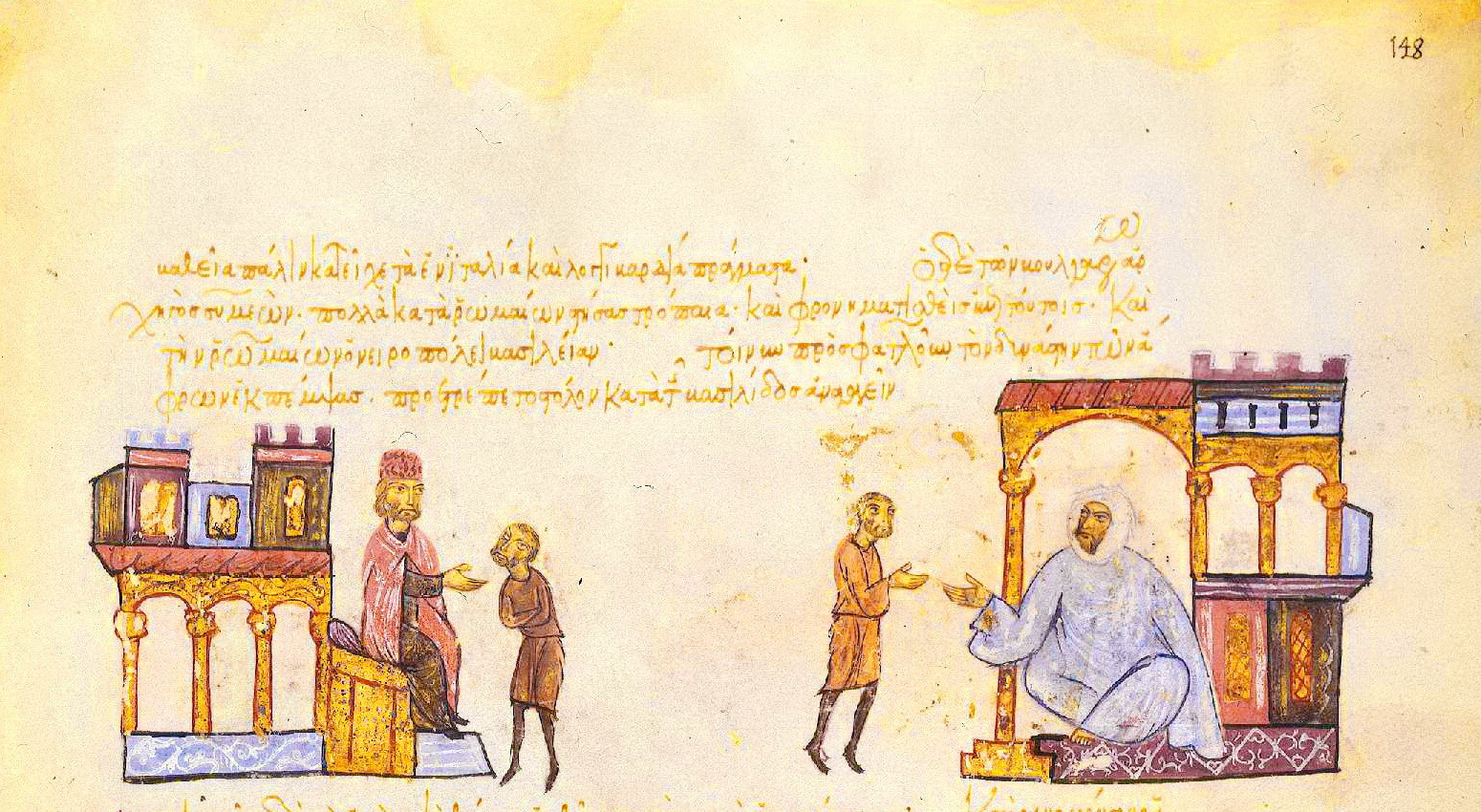
Simeon trimițând soli califului fatimid, pentru a forma o alianță împotriva bizantinilor

După frământările din Imperiul Bizantin cauzată de moartea împăratului Alexandru în 913, Simeon I a invadat Tracia bizantină, dar a fost convins să se oprească în schimbul recunoașterii oficiale a titlului său imperial și a căsătoriei fiicei lui cu împăratul Constantin al VII-lea, pe atunci mic copil. Simeon I ar fi trebuit să devină regent al împăratului și să conducă temporar Imperiul Bizantin. Totuși, în urma unui complot la curtea bizantină, împărăteasa Zoe, mama lui Constantin al VII-lea, a respins mariajul și titlul lui Simeon, ambele părți pregătindu-se pentru o confruntare decisivă. În 917, Simeon I a împiedicat orice încercare a Imperiului de a forma o alianță cu maghiarii, pecenegii și sârbii, așa încât bizantinii au fost forțați să lupte pe cont propriu. Pe 20 august 917, cele două armate s-au ciocnit la Anchilaus, într-una din cele mai mari bătălii din Evul Mediu. Bizantinii au suferit o înfrângere fără precedent, pierzând în luptă în jur de 70 000 de oameni. Forțele bulgare au învins restul armatelor inamice la Katasyrtai. Constantinopolul a fost salvat de către un atac sârbesc dinspre vest; sârbii au fost învinși, dar atacul lor a permis amiralului și împăratului de mai târziu Roman Lachepan să pregătească apărarea orașului. În următorul deceniu, bulgarii au dobândit control asupra întregii Peninsule Balcanice, cu excepția Constantinopolului și Peloponesului.
În bătălia croato-bulgară din 926, numită și Bătălia din Munții Bosniei, ducele Alogobotur a atacat Croația. Forțele croate sub regele Tomislav au răvășit armata bulgară, oprind expansiunea lui Simeon I către vest.

### Declinul
După moartea lui Simeon, în 927, puterea bulgară a intrat în declin. Printr-un tratat de pace din același an, bizantinii au recunosut titlul imperial al fiului său, Petru I, cât și Patriarhia Bulgară. Această pace nu a adus, însă, prosperitate Bulgariei. De la începutul domniei, Petru I s-a confruntat cu probleme și frământări interne cu frații lui, iar în anii 930 a fost forțat să recunoască independența regiunii predominant-sârbești Rascia. Cea mai mare lovitură a venit din nord: între 934 și 965, țara a suferit cinci invazii maghiare. În 944, Bulgaria a fost atacată de pecenegi, care au jefuit regiunile nord-estice ale Imperiului. Sub Petru I și Boris al II-lea, țara a fost divizată și pe plan religios, odată cu apariția ereziei bogomiliste.
În 968, țara a fost atacată de Rusia Kieveană, al cărei lider vareg Sveinald, numit și Sviatoslav I, a luat Preslavul și a așezat capitala la Prislav, astăzi localitatea Nufăru, pe brațul Sfântu Gheorghe. Trei ani mai târziu, împăratul bizantin Ioan I Tzimiskes a intervenit și l-a învins pe Sviatoslav la Silistra. Boris al II-lea a fost capturat și umilit, luându-i-se într-o manieră ritualică titlul imperial, la Constantinopol. Bulgaria răsăriteană a fost numită protectorat bizantin.

### Prăbușirea
După preluarea bizantină, teritoriile de la vest de râul Iskar au rămas sub controlul bulgarilor, iar rezistența împotriva bizantinilor a fost continuată de frații Comitopuli. Până prin 976, cel de-al patrulea frate, Samuil, strânsese toată puterea în mâinile sale, după moartea celui mai mare frate al său. Când urmașul de drept la tron, Roman, a ieșit din captivitate, în Constantinopol, a fost recunoscut împărat de către Samuil la Vidin, cel din urmă rămânând comandant al armatelor bulgare. General strălucit și un bun politician, a reușit să îl învingă pe împăratul Vasile al II-lea în bătălia de la Porțile lui Traian din 986, împăratul abia scăpând cu viață. Cinci ani mai târziu a desființat statul sârbesc Rascia. În 997, după moartea lui Roman, ultimul conducător al dinastiei Krum, Samuil a fost proclamat împărat al Bulgariei. După anul 1001, războiul s-a întors în favoarea bizantinilor, care au capturat vechile capitale Pliska și Preslav, iar începând din 1004 au lansat în fiecare an campanii împotriva Bulgariei. După victoriile de la Spercheios și Skopje, care au slăbit mult armatele bulgare, împăratul Vasile a redus sistematic numărul așezărilor bulgare. În cele din urmă, în Bătălia de la Kleidion, în 1014, bulgarii au fost învinși definitiv. Armata bulgară a fost capturată. Vasile al II-lea a rămas cunoscut cu titlul de Bulgaroctonul - „ucigașul de bulgari”, întrucât se spune că a scos ochii  la fiecare nouăzeci și nouă de bărbați din o sută, pe cel de-al o sutălea lăsându-l cu un singur ochi, pentru a-i conduce pe restul înapoi acasă. Văzând jalnica armată întorcându-se, țarul Samuil a suferit un atac de cord și a murit. Armatele bizantine își fac intrarea în Bulgaria după sângeroasa luptă de la Kleidion; până în 1018, toate bastioanele bulgare se predaseră, iar Primul Țarat Bulgar a fost desființat.